# Трафик (група)
„Трафик“ (на английски: Traffic) е английска рок група.
Създадена е през април 1967 година в Бирмингам от Стив Уинууд, Джим Капалди, Крис Уд и Дейв Мейсън. Първоначално свирят психеделичен рок, като постепенно усложняват музиката си с използването на нетипични за рока инструменти, като мелотрон, клавесин, ситар и духови инструменти, както и с интегрирането на техники от джаза и импровизацията.
Групата има успех във Великобритания с дебютния си албум Mr. Fantasy и с невключените в албум сингли Paper Sun, Hole in My Shoe и Here We Go Round the Mulberry Bush. Следващият им албум Traffic, издаден през 1968 година, е най-успешният им във Великобритания и включва една от най-популярните им песни Feelin' Alright?, често изпълнявана по-късно и от други изпълнители. Малко след издаването на албума Дейв Мейсън напуска групата и започва самостоятелна кариера с няколко малки хита през 70-те години. Групата напълно се разпада през 1969 година, когато Стив Уинууд се включва в супергрупата „Блайнд Фейт“, като преди това „Трафик“ издава един албум, съставен с налични студийни и концертни записи – Last Exit.
С променен състав групата просъществува до 1974 година. За кратко отново се събира през 1994 г.

## История

### 60-те години
Водещ на групата „Трафик“ e певецът, кийбордистът и китаристът Стив Уинууд (Steve Winwood). Едва на 14 години той е и певецът на супергрупата The Spencer Davis Group. Барабанистът, вокалист и текстописец Джим Капалди (Jim Capaldi) и китаристът Дейв Мейсън (Dave Mason) са били част от групите Hellions и Deep Feeling, а Крис Ууд (Chris Wood), свирещ на дървени духови инструменти, идва от групата Locomotive.
Групата „Трафик“ има подписан договор с музикална къща Island Records, където Маф Уинууд (Muff Winwood), по-големият брат на Стив Уинууд, също член на групата Spencer Davis Group, е продуцент на звукозаписите и изпълнителен директор. В средата на 1967 г. дебютният им сингъл Paper Sun става хит в Обединеното кралство и #4 в Канада. Вторият им сингъл, психо-поп на Мейсън Hole in My Shoe, става още по-голям хит и № 4 в Канада. Това е и една от най-известните им песни. Третият сингъл на групата – Here We Go Round the Mulberry Bush е направен като саундтрак на едноименния британски игрален филм. Групата дебютира с албума Mr. Fantasy. Той е продуциран от Jimmy Miller и подобно на предишните им синглите веднага става хит в Обединеното кралство. Въпреки че достига номер 88 в САЩ, той не успява да се наложи в другите страни.
Малко след излизането на албума Mr. Fantasy Мейсън напуска групата поради несъгласие с музикалните ѝ предпочитания. През 1068 г. той за кратко се завръща в групата, за да допринесе за създаване на малка част от песните във втория им албум Traffic, издаден през 1968 г. Той включва оригиналната версия на Feelin' Alright? на Мейсън, която по-късно е записана и има голям успех с изпълнението на Джо Кокър и Three Dog Night. Тогава Уинууд, Ууд и Капалди искат да преориентират групата в друга посока, избирайки фолк/блус стил, а не по-ранния им психеделичен/еклектичен рок звук. Мейсън обаче е оринтиран към психеделичния поп, което е и причината за възникване на търкания в групата. В края на 1969 г. групата прави турне в САЩ, което довежда до издаването през следващата година на албума Last Exit, едната страна от който е записана на живо. През 1968 г. Стив Уинууд и Крис Ууд често свирят с Джими Хендрикс и през 1969 г. участват в изването на двойния албум на Джими Хендрик The Jimi Hendrix Experience.
В началото на 1969 г. след напускането на Стив Уинууд групата се разпуска. Остават необясними причините, поради които Стив Уинууд напуска групата. По-късно Капалди и Ууд споделят: „Виждайки начина по който Стив Уинууд приклюва с участието си в Spencer Davis Group, не виждхме причина да не го направи и сега. Той ни казваше напуснете „Трафик“ и продължете напред. Тогава това му се струваше напълно нормално. Факт е обаче, че и след напускане на Стив Уинууд групата продължава да съществува още известно време.
След напускане на групата Стив Уинууд формира групата супергрупата Blind Faith, която просъществува по-малко от година. Тя записва само един албум и предприема едно турне в САЩ. Останалите членове на „Трафик“ започват проект с Мик Уийвър (Mick Weaver, a.k.a. Wynder K. Frog). За кратко свирят в групата Mason, Capaldi, Wood and Frog (извесна със съкращението Wooden Frog). С тях те свирят на няколко концерта и правят записи за някои от сесиите на BBC. Напускат малко преди тези записи да бъдат официално представени.

### 70-те години
След разпадането на групата Blind Faith през 1969 г., Стив Уинууд започва да работи върху солов запис, като включва Ууд и Капалди. В крайна сметка записаният албум става нов албум на „Трафик“ с името John Barleycorn Must Die. Това е и най-успешният им албум. В края на 1970 г. „Трафик“ разширява състава си като включва Ric Grech (бас китара) – бивш колега на Уинууд от групата Blind Faith. След като Капалди загубва малкия си син, той спра да свири на барабани и почти напуска групата. Това довежда до разширяване на групата с барабаниста Джим Гордън от групата Derek and the Dominos (през 1971 г.) и с Ребоп Кваки Баах (Rebop Kwaku Baah), перкусионист от Гана. През септември същата година излиза концертният албум Welcome to the Canteen, което отбелязва раздялата на групата със звукозаписното студио United Artists Records. Този албум не носи името на групата „Трафик“, но на гърба тя е отбелязана към последната песен, която е версия на песента на The Spencer Davis Group – Gimme Some Loving. Тази песен се превръща и в един от хитовете на групата.
След напускането на Мейсън „Трафик“ издават албума The Low Spark of High Heeled Boys (1971), който е в Топ 10 на САЩ, но не влиза в класациите в Обединеното кралство. От него само за 1972 г. са продадени над половин милион копия, за което групата получава златен сертификат за продажби на музикални записи и е награден с наградата на R.I.A.A. (сертификация за продажби на музикални записи – платинен диск) през март 1976 г. за над милион продажби.
Персонални проблеми съсипват групата. Поради прекомерна употреба на наркотици Греч и Гордън са изгонени от групата през декември 1971 г. Джим Капалди използва тази пауза, за да запише соловия си албум Oh How We Danced Това се оказва началото на една дълга и успешна солова кариера. Албумът включва неиздадени песни от групата The Low Spark of High-Heeled Boys, „Open Your Heart“. Новите песни са записани с участието на барабаниста Роджър Хоукинс и басиста Дейвид Худ, от хаус групата Muscle Shoals Sound Studio.
С обновен състав (Winwood, Capaldi, Wood, Kwaku Baah, Hawkins, Hood) групата прави турне в САЩ в началото на 1972 г. Турнето е направено с цел популяризиране на новия им албум. Концертът им в Santa Monica Civic Auditorium на 21 февруари е записан като многоканално аудио и на цветна видеокасета с няколко камери. Приема се, че 64-минутното изпълнение е единственият запис на живо на групата. По това време той не е излъчен по телевизията. По-късно е пуснат на DVD като домашно видео.
През 1973, след възстановяването на Стив Уинууд от перитонит, е издаден шестият студиен албум Shoot Out at the Fantasy Factory. Той се посреща със студен критичен анализ, но при продажбите се превръща в голям хит. Издаването на албума е последвано от голямо световно турне, за което в състава на групата е включен и пианистът Muscle Shoals Barry Beckett. Музиката от това турне е представена в двойния албум на On the Road (Traffic album). Той прекъсва поредицата от британски провали на групата, като достигна номер 40 в класация за албуми в Обединеното кралство. Въпреки успеха, след турнето Уинууд информира триото Muscle Shoals, че се връща към по-малък състав, подобен на оригиналния им, и вече не се нуждае от услугите им. Междувременно проблемите на Крис Ууд с употребата на наркотици и депресията се увеличават.
През 1973 г. към групата като басист е включен Роско Ги (Rosko Gee). Тогава Джим Капалди се връща на барабаните. Така съставеният квинтет започва да записва нов албум в края на 1973 г., но Ребоп Кваки Баах е изгонен от групата още по време на записите, оставяйки по-голямата част от албума да бъде записан от квартета Winwood, Capaldi, Wood и Gee. Албумът When the Eagle Flies (Когато лети орелът) е издаден през 1974 г. Това е още един албум, попаднал в Топ 10 в САЩ и с умерен успех в Обединеното кралство. Въпреки това, следващо турне в САЩ, макар и успешно по отношение на продажбите на билети, е емоционално изтощително за групата. Капалди по-късно си спомня: „...Роско Джий и аз бяхме единствените в нещо като нормална форма. Стив имаше повтарящи се проблеми с перитонита, а тялото на Крис страдаше от химически проблеми...“ За Стив Уинууд това преминана границата на изтощението. Канцентър в Чикаго се оказва последното шоу на групата в САЩ. На следващия ден Стив Уинууд напуска турнето без да сподели това си решение с никого от групата, оставяйки останалата част от групата да го чака на мястото за планираното изпълнение същата вечер. Така се прекъсва турнето им в САЩ.
След това Стив Уинууд започва солова кариера, а Роско Гию и Ребоп Кваки Баах се присъединяват към германската група Can. През 1083 г. Ребоп Кваки Баах умира на сцената от мозъчен кръвоизлив в Стокхолм (Швеция). Джим Капалди посвещава в негова памет соловия си албум Fierce Heart. Същата година от пневмония умира и Крис Ууд.

## Членове на групата „Трафик“
- Стив Уинууд (Steve Winwood) – вокали, китара, клавишни, бас китара (1967 – 1969, 1970 – 1974, 1994, 2004)[12]
- Джим Капалди (Jim Capaldi) – барабани, перкусии, вокали (1967 – 1969, 1970 – 1974, 1994, 2004;[12] умира 2005)
- Крис Ууд (Chris Wood) – флейта, саксофон, клавишни (1967 – 1969, 1970 – 1974; умира 1983)
- Дейв Мейсън (Dave Mason) – вокали, китара, ситара, бас китара, хармоника (1967, 1968, 1971)
- Рик Греч (Ric Grech) – бас китара, цигулка (1970 – 1972; died 1990) китара (само на живо; 1970)
- Джим Гордън (Jim Gordon) – барабани (1971 – 1972; умира 2023)
- Ребоп Кваки Баах (Rebop Kwaku Baah) – перкусии, конги (1971 – 1974; умира на сцената в Стокхолм 1983)
- Роджър Хокинс (Roger Hawkins) – барабани (1972 – 1973; умира 2021)
- Дейвид Худ (David Hood) – бас китара (1972 – 1973)
- Бари Бекет (Barry Beckett) – клавишни (1973; умира 2009)
- Роско Ги (Rosko Gee) – бас китара (1974, 1994)
- Рандал Брамбълт (Randall Bramblett) – флейта, саксофон, клавишни, бас педали (1994, 2004)[12]
- Майкъл Д. МакЕвой (Michael J McEvoy) – клавишни, китара, виола (1994)
- Уолфредо Рейес, младши (Walfredo Reyes, Jr.) – перкусии, барабани (1994)

| 1967 | 1967 – 1968 | 1968 | 1968 – 1969 |
| --- | --- | --- | --- |
| - Дейв Мейсън (Dave Mason) – вокали, китара, бас китара - Стив Уинууд (Steve Winwood) – вокали, клавишни, китара, бас китара - Джим Капалди (Jim Capaldi) – барабани, вокали - Крис Ууд (Chris Wood) – флейта, саксофон, клавишни                                                                                       | - Стив Уинууд (Steve Winwood) – вокали, клавишни, китара, бас китара - Джим Капалди (Jim Capaldi) – барабани, вокали - Крис Ууд (Chris Wood) – флейта, саксофон, клавишн | - Стив Уинууд (Steve Winwood) – вокали, клавишни, китара, бас китара - Джим Капалди (Jim Capaldi) – барабани, вокали - Крис Ууд (Chris Wood) – флейта, саксофон, клавишн - Дейв Мейсън (Dave Mason) – вокали, китара | - Стив Уинууд (Steve Winwood) – вокали, клавишни, китара, бас китара - Джим Капалди (Jim Capaldi) – барабани, вокали - Крис Ууд (Chris Wood) – флейта, саксофон, клавишн |
| Disbanded | 1970 | 1970 – 1971 | 1971 |
| Disbanded | - Стив Уинууд (Steve Winwood) – вокали, клавишни, китара, бас китара - Джим Капалди (Jim Capaldi) – барабани, вокали - Крис Ууд (Chris Wood) – флейта, саксофон, клавишни | - Стив Уинууд (Steve Winwood) – вокали, клавишни, китара, бас китара - Джим Капалди (Jim Capaldi) – барабани, вокали - Крис Ууд (Chris Wood) – флейта, саксофон, клавишни - Рик Греч (Ric Grech) – бас китара, китара, цигулка | - Стив Уинууд (Steve Winwood) – вокали, клавишни, китара, бас китара - Джим Капалди (Jim Capaldi) – барабани, вокали - Крис Ууд (Chris Wood) – флейта, саксофон, клавишни - Рик Греч (Ric Grech) – бас китара, китара - Дейв Мейсън (Dave Mason) – китара, вокал - Rebop Kwaku Baah – перкусии, конги - Jim Gordon – drums                                                 |
| 1971 – 1972 | 1972 | 1973 | 1973 – 1974 |
| - Стив Уинууд (Steve Winwood) – вокали, клавишни, китара, бас китара - Джим Капалди (Jim Capaldi) – барабани, вокали - Крис Ууд (Chris Wood) – флейта, саксофон, клавишни - Рик Греч (Ric Grech) – бас китара, цигулка - Ребоп Кваки Баах (Rebop Kwaku Baah) – percussion, congas - Джим Гордън (Jim Gordon) – барабани | - Стив Уинууд (Steve Winwood) – вокали, клавишни, китара, бас китара - Джим Капалди (Jim Capaldi) – барабани, вокали - Крис Ууд (Chris Wood) – флейта, саксофон, клавишни - Ребоп Кваки Баах (Rebop Kwaku Baah) – percussion, congas - Дейвид Худ (David Hood) – бас китара - Роджър Хокинс (Roger Hawkins) – барабани | - Стив Уинууд (Steve Winwood) – вокали, клавишни, китара, бас китара - Джим Капалди (Jim Capaldi) – барабани, вокали - Крис Ууд (Chris Wood) – флейта, саксофон - Ребоп Кваки Баах (Rebop Kwaku Baah) – percussion, congas - Дейвид Худ (David Hood) – бас китара - Роджър Хокинс (Roger Hawkins) – барабани - Бари Бекет (Barry Beckett) – клавиатури | - Стив Уинууд (Steve Winwood) – вокали, клавишни, китара, бас китара - Джим Капалди (Jim Capaldi) – барабани, вокали, клавишни - Крис Ууд (Chris Wood) – флейта, саксофон - Ребоп Кваки Баах (Rebop Kwaku Baah) – percussion, congas - Роско Ги (Rosko Gee) – бас китара                                                                                                   |
| 1974 | Disbanded | 1994 | 1994 |
| - Стив Уинууд (Steve Winwood) – вокали, клавишни, китара, бас китара - Джим Капалди (Jim Capaldi) – барабани, вокали, клавишни - Крис Ууд (Chris Wood) – флейта, саксофон - Роско Ги (Rosko Gee) – бас китара | Disbanded | - Стив Уинууд (Steve Winwood) – вокали, клавишни, китара, бас китара - Джим Капалди (Jim Capaldi) – барабани, перкусии, вокали | - Стив Уинууд (Steve Winwood) – вокали, клавишни, китара, бас китара - Джим Капалди (Jim Capaldi) – барабани, перкусии, вокали - Роско Ги (Rosko Gee) – бас китара - Майкъл Джей МакЕвой (Michael J McEvoy) – клавишни, китара, виола - Уолфредо Рейес младши (Walfredo Reyes Jr.) – перкусии, барабани - Рандал Брамбълт (Randall Bramblett) – флейта, саксофон, клавишни |
| Disbanded | 2004 | | |
| Disbanded | - Стив Уинууд (Steve Winwood) – вокали, китара - Джим Капалди (Jim Capaldi) – барабани - Рандал Брамбълт (Randall Bramblett) – клавиатури, бас педали | | |

### Студийни албуми
- Mr. Fantasy (издаден в САЩ като Heaven Is In Your Mind, пуснат в Канада като Reaping) – 1967
- Traffic – 1968
- Last Exit (side 1 only) – 1969
- John Barleycorn Must Die – 1970
- The Low Spark of High Heeled Boys – 1971
- Shoot Out at the Fantasy Factory – 1973
- When the Eagle Flies – 1974
- Far from Home – 1994

### Концертни албуми
- Last Exit (страна 2 е записана в The Fillmore) – 1969
- Welcome to the Canteen − 1971 (записан на живо в Лондон)[13]
- On The Road – 1973 (записан на живо на турне в Германия)[13]
- Last Great Traffic Jam – 2005